# Koritár Lajos
Koritár Lajos (1949. június 16. –) labdarúgó, csatár.

## Pályafutása
Az MTK csapatában mutatkozott az élvonalban 1970. március 1-jén a Videoton ellen, ahol csapata 3–0-s vereséget szenvedett. 1970 és 1981 között 235 bajnoki mérkőzésen szerepelt kék-fehér színekben és 49 gólt szerzett. Tagja volt az 1977–78-as idényben bronzérmet szerzett csapatnak. Utolsó élvonalbeli mérkőzésen a Videotontól 4–2-es vereséget szenvedett csapata. 1982-ben 10 hónapot az ausztrál St. George Budapestben szerepelt. Ezután a Pénzügyőr, majd a III. kerület játékosa volt. 

## Sikerei, díjai
- Magyar bajnokság
  - 3.: 1977–78
- Magyar kupa (MNK)
  - döntős: 1976
- Kupagyőztesek Európa-kupája (KEK)
  - negyeddöntős: 1976–77